# Patagonia (Arizona)
Patagonia és un poble (town) del Comtat de Santa Cruz (Arizona) als Estats Units d'Amèrica.

## Demografia
Segons el cens del 2007 tenia 784 habitants.
Segons el cens del 2000, Patagonia tenia 881 habitants, 404 habitatges, i 239 famílies La densitat de població era de 285,8 habitants/km².
Dels 404 habitatges en un 22,8% hi vivien nens de menys de 18 anys, en un 47% hi vivien parelles casades, en un 8,9% dones solteres, i en un 40,8% no eren unitats familiars. En el 35,1% dels habitatges hi vivien persones soles el 15,3% de les quals corresponia a persones de 65 anys o més que vivien soles. El nombre mitjà de persones vivint en cada habitatge era de 2,18 i el nombre mitjà de persones que vivien en cada família era de 2,85.
Per edats la població es repartia de la següent manera: un 20,9% tenia menys de 18 anys, un 5,3% entre 18 i 24, un 20,3% entre 25 i 44, un 32,1% de 45 a 60 i un 21,3% 65 anys o més.
L'edat mediana era de 47 anys. Per cada 100 dones de 18 o més anys hi havia 85,9 homes.
La renda mediana per habitatge era de 25.795 $ i la renda mediana per família de 31.000 $. Els homes tenien una renda mediana de 25.625 $ mentre que les dones 24.844 $. La renda per capita de la població era de 15.325 $. Aproximadament el 18% de les famílies i el 25,1% de la població estaven per davall del llindar de pobresa.

## Poblacions a prop
El següent diagrama mostra les poblacions més a prop.